# Flaunt
Flaunt est un magazine de mode américain fondé en 1998.